# Tiumeńska Wyższa Szkoła Dowódcza Inżynierii Wojskowej
Tiumeńska Wyższa Szkoła Dowódcza Inżynierii Wojskowej im. marszałka wojsk inżynieryjnych A.I. Proszlakowa (ros. Тюменское высшее военно-инженерное командное училище имени маршала инженерных войск А. И. Прошлякова) – rosyjska wyższa szkoła wojskowa, kształcąca saperów i innych specjalistów wojsk inżynieryjnych.
Szkoła jest określana jako kontynuatorka Tallińskiej Wojskowej Szkoły Piechoty, powstałej 17 sierpnia 1940 roku w wojskowym mieście Tondi w Tallinnie, stolicy Estonii. Początkowo szkoła składała się z dwóch batalionów. Pierwszy obsadziła Armia Czerwona – byli to uczestnicy walk z Białymi Finami, młodzież z Leningradu i obwodów leningradzkiego, pskowskiego i nowogrodzkiego, drugi batalion był w pełni obsadzony młodzieżą Republiki Estonii.
1 września 2013 dekretem Premiera Rządu Federacji Rosyjskiej szkoła została podporządkowana Szefowi Wojsk Inżynieryjnych Sił Zbrojnych Federacji Rosyjskiej i powróciła do historycznej nazwy.
Od 2013 szkołą dowodzi komendant (szef) gen. mjr Dmitrij Jewmienienko. 